# Dolina Czarna Gąsienicowa

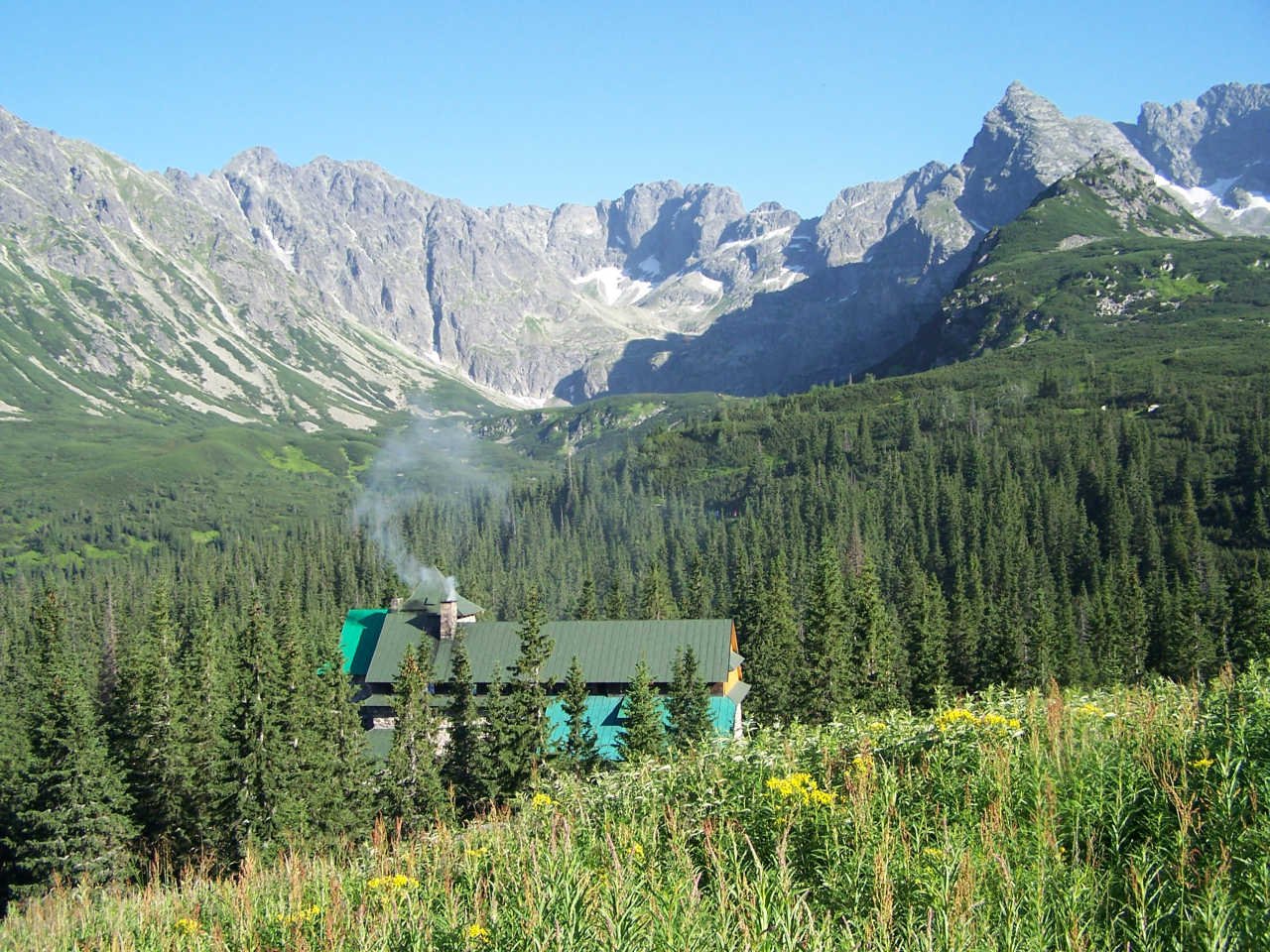
Dolina Czarna Gąsienicowa widziana z Królowych Rówienek. Otaczające ją szczyty (od lewej): stok Żółtej Turni, Granaty, Kozi Wierch, Kościelec, Mały Kościelec

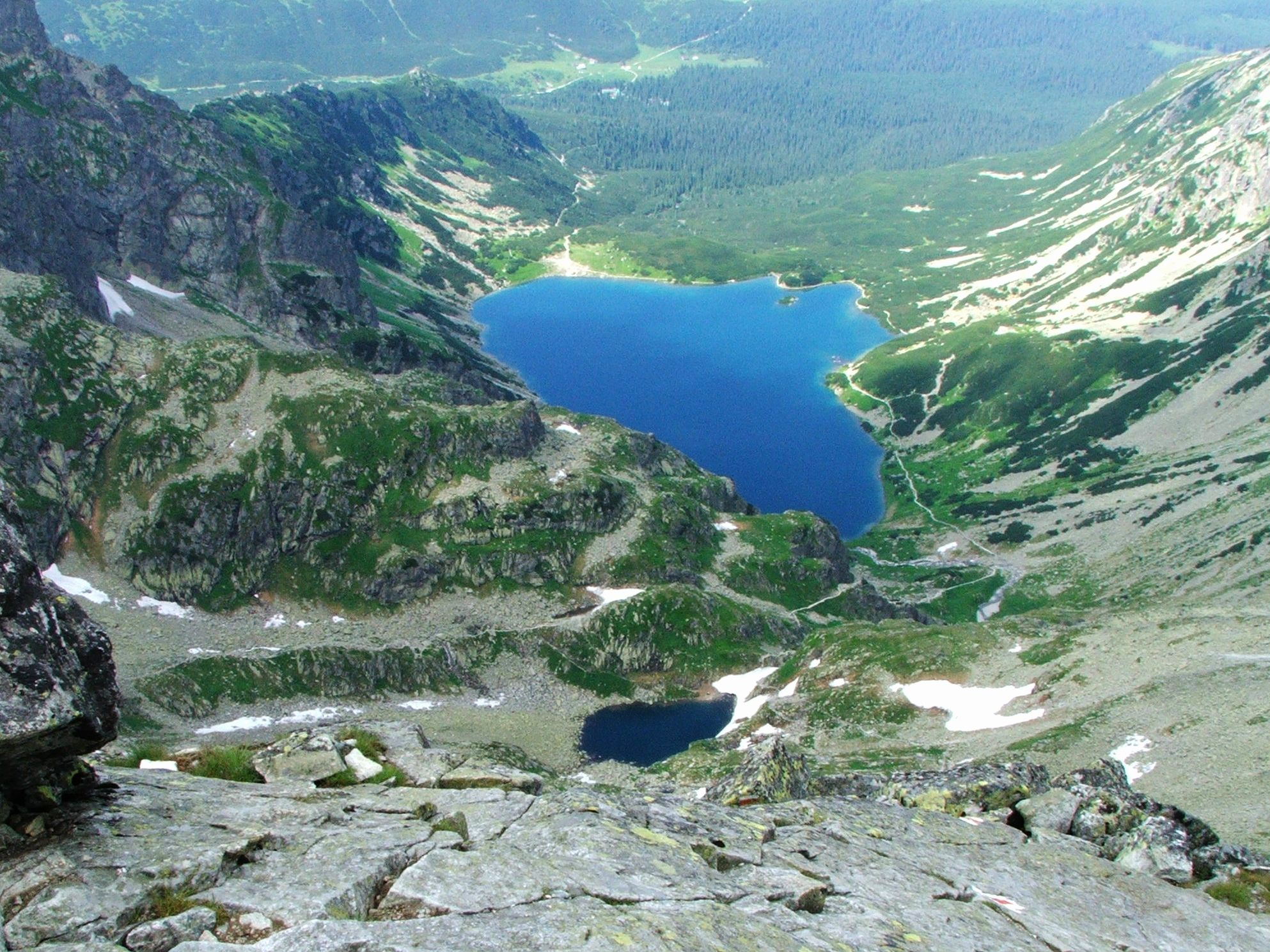
Dolina Czarna Gąsienicowa, widok z Orlej Perci

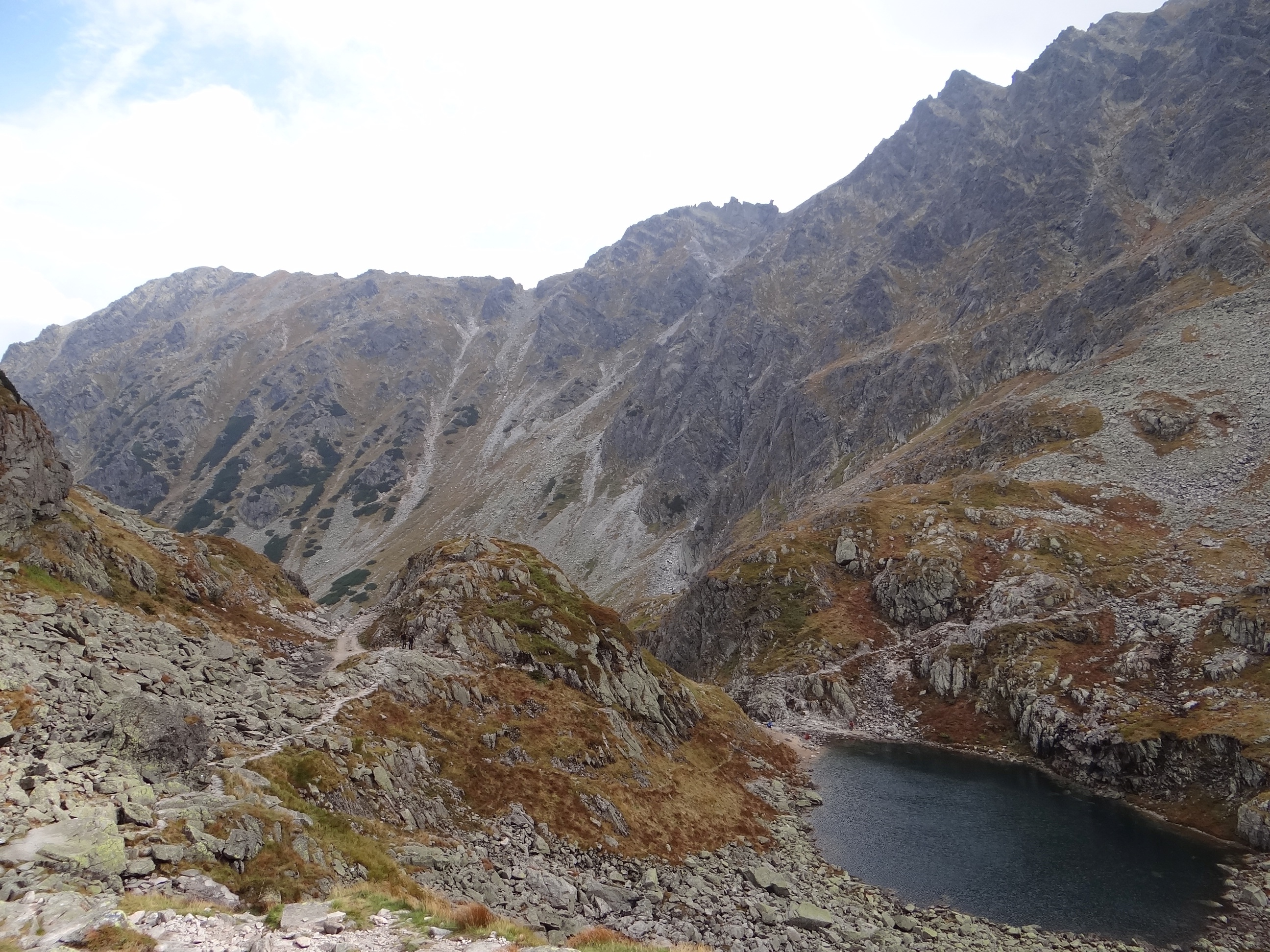
Kocioł Zmarzłego Stawu

Dolina Czarna Gąsienicowa – południowo-wschodnia część Doliny Gąsienicowej w Tatrach o długości ok. 2,5 km. Znajduje się na przedłużeniu Doliny Suchej Wody, ciągnąc się od ujścia Czarnego Potoku (1425 m n.p.m.) do Suchej Wody aż po szczyty wschodniej grani Świnicy na odcinku od Zawratowej Turni po Skrajny Granat. Od wschodu jej zbocza tworzą Wierch pod Fajki i grzbiet Żółtej Turni. Od Doliny Zielonej Gąsienicowej na zachodzie oddzielona jest północną granią Zawratowej Turni ciągnąca się przez Kościelec i Mały Kościelec(Grań Kościelców) po widły Czarnego Potoku i Suchej Wody Gąsienicowej.
Dolina Czarna Gąsienicowa ma kilka pięter:
- dolna część – Las Gąsienicowy przy ujściu Czarnego Potoku,
- Kocioł Czarnego Stawu Gąsienicowego z Czarnym Stawem,
- Kocioł Zmarzłego Stawu Gąsienicowego ze Zmarzłym Stawem i Dolinką Kozią,
- Kościelcowy Kocioł[3]

W stosunkowo równej dolnej części Doliny Czarnej Gąsienicowej znajduje się bardzo popularne wśród turystów schronisko PTTK „Murowaniec”, będące bazą wypadową do wycieczek w wyższe partie, np. na Orlą Perć. Dolina Czarna Gąsienicowa należy do najbardziej obleganych przez turystów rejonów w polskich Tatrach, posiada też bardzo gęstą sieć szlaków turystycznych.

## Szlaki turystyczne
z Murowańca nad Czarny Staw Gąsienicowy i na Zawrat. Czas przejścia z Murowańca na Zawrat: 2:20 h, ↓ 1:50 h
 z Murowańca do Wierchporońca przez Las Gąsienicowy, Rówień Waksmundzką, Gęsią Szyję i Rusinową Polanę. Czas przejścia: 3:50 h, z powrotem 4:15 h
 z Murowańca przez Las Gąsienicowy i dolinę Pańszczycę na przełęcz Krzyżne. Czas przejścia: 2:45 h, ↓ 2:05 h
 przy północnym brzegu Czarnego Stawu odchodzi czarny szlak na Mały Kościelec i dalej na przełęcz Karb oraz Kościelec. Czas przejścia na Karb: 40 min, ↓ 30 min
 przy wschodnim brzegu Czarnego Stawu od niebieskiego szlaku odchodzi żółty szlak na Skrajny Granat. Czas przejścia: 1:45 h, ↓ 1:20 h
 szlak znad Zmarzłego Stawu na Kozią Przełęcz. Czas przejścia: 1 h, ↓ 50 min
 szlak odchodzący od żółtego ponad Zmarzłym Stawem, prowadzący na Zadni Granat. Czas przejścia: 1:15 h, ↓ 1:05 h
 szlak odchodzący od zielonego, prowadzący Żlebem Kulczyńskiego na Przełączkę nad Dolinką Buczynową. Czas przejścia: 1 h, ↓ 50 min.